# Schaefferia
Schaefferia es un género de arbustos y pequeños árboles que se encuentran en los Neotrópicos.  Comprende 27 especies descritas y de estas, solo 8 aceptadas.

## Descripción
Las plantas son caducas, con flores unisexuales que usualmente se encuentran agrupadas en las hojas axilares, aunque en algunas especies son solitarias. El cáliz de las flores tienen 4 lóbulos y la corola cuatro pétalos. El fruto es una drupa.

## Taxonomía
El género fue descrito por  Nikolaus Joseph von Jacquin y publicado en Enumeratio Systematica Plantarum, quas in insulis Caribaeis 10, 33. 1760. La especie tipo es: Schaefferia frutescens Jacq.

## Especies aceptadas
A continuación se brinda un listado de las especies del género Schaefferia aceptadas hasta octubre de 2013, ordenadas alfabéticamente. Para cada una se indica el nombre binomial seguido del autor, abreviado según las convenciones y usos. 
- Schaefferia argentinensis Speg.
- Schaefferia cuneifolia A. Gray
- Schaefferia frutescens Jacq.
- Schaefferia lottiae Lundell
- Schaefferia ovatifolia Lundell
- Schaefferia pilosa var. 213 Standl.
- Schaefferia serrata Loes.
- Schaefferia stenophylla Standl.